# La vera gola profonda
La vera gola profonda (Deep Throat), distribuito anche come Gola profonda, è un film pornografico del 1972 diretto da Gerard Damiano e interpretato da Linda Lovelace.
Si tratta di uno dei primi film porno ad avere una trama vera e propria, personaggi abbastanza delineati e standard produttivi relativamente alti. Alla sua uscita nei cinema Gola Profonda diventò un successo clamoroso e ricevette attenzione anche da un pubblico di massa che di solito non frequentava le sale a luci rosse, uscendo dalla nicchia riservata al cinema hard per diventare un caso nazionale negli Stati Uniti che diede il via al cosiddetto "porno-chic".
La vera gola profonda è stato il primo film a essere ammesso nella XRCO Hall of Fame.

## Trama
La storia narra dell'insoddisfazione sessuale di Linda, una prostituta. La giovane decide di parlarne con la collega Jenny, che cerca di aiutare la sua amica organizzando incontri con dei superdotati, pensando che il problema sia legato alle dimensioni. Anche in questo caso Linda non viene soddisfatta e rivolgendosi a un medico scopre di avere il clitoride in gola. La ragazza inizia a lavorare come infermiera fornendo prestazioni particolari ai pazienti e usando la tecnica della "gola profonda".

## Produzione
Le scene che prevedevano la presenza di Linda Lovelace furono girate a North Miami, in Florida, in circa sei giorni nel gennaio 1972. Gli interni vennero girati in un hotel situato tra la 123ª e la 124ª Strada a Biscayne Boulevard, oggi conosciuto come Voyager Inn. Attualmente l'edificio è adibito ad alloggio studentesco per la Johnson and Wales University. Le scene di Carol Connors (l'infermiera al servizio del dottor Young) furono invece girate a New York.
Il film venne prodotto dalla Plymouth Distributing (in seguito Arrow Film & Video) di proprietà di Louis "Butchie" Peraino (citato nei titoli di coda del film con lo pseudonimo "Lou Perry"), grazie ai fondi di suo padre Anthony Peraino e dello zio Joe "The Whale" Peraino, entrambi membri della famiglia mafiosa dei Colombo. Il regista Gerard Damiano, che deteneva un terzo dei diritti sui profitti del film, fu costretto ad accettare una somma di 25.000 dollari per rinunciare alla sua percentuale, una volta che il film divenne famoso.

## Colonna sonora
Nel 1972 fu pubblicato un disco contenente la colonna sonora del film. Alcune copie in vinile esistono ancora oggi e sono disponibili sul mercato del collezionismo per non meno di 300 dollari. L'album contiene tracce sia strumentali che cantate, e brevi estratti di dialogo presi dal film. Tutti gli artisti che suonano sull'LP sono sconosciuti. Il regista Gerard Damiano montò le scene di sesso in modo da conformarsi ai diversi brani musicali che accompagnavano le scene.

### Tracce
1. Introducing Linda Lovelace
2. Mind if I smoke while you're eating?
3. Blowing' Bubbles
4. A Lot of little tingles
5. Love Is Strange
6. A joint like you...
7. You have no tinkler!
8. Deep Throat
9. I wanna be your slave
10. My love is like a big blonde afro (Jah-ron-o-mo)
11. Nurse Lovelace
12. I'd Like To Teach You All To Screw (It's The Real Thing)
13. Nurse About the House
14. Old Dr. Young
15. Masked Marvel

## Distribuzione
Il film venne distribuito negli Stati Uniti il 12 giugno 1972 dalla Bryanston Distributing Company.

### Edizione italiana

Ingresso del cinema milanese a luci rosse in cui il film era in proiezione nella versione in francese

In Italia il film arrivò il 14 ottobre 1976 con il titolo La vera gola profonda, per differenziarlo dal suo sequel Gola profonda, già uscito in Italia nel 1975, e con gran parte delle scene di sesso censurate. Il doppiaggio venne eseguito dalla C.D. su dialoghi di Giorgio Piferi. In fase di adattamento, la versione italiana del film venne parzialmente stravolta quando venne deciso che il personaggio interpretato da William Love, in origine un semplice paziente della neo infermiera Linda, fu trasformato in "Calogero", il fidanzato della stessa. In realtà nella versione originale del film non si fa menzione di nessun fidanzato. Inoltre all'inizio del film viene lasciato intendere che Jenny e Linda siano sorelle, quando invece sono solamente amiche.
Il grande successo di questo e di altri film pornografici determinò, qualche anno dopo, la comparsa delle prime sale "a luci rosse".

## Accoglienza
Costato complessivamente 25.000 dollari, ne incassò nelle varie trasmissioni mondiali 100 milioni (600 con l'uscita in home video), il guadagno è (in proporzione al costo del film) vicino a quello di lungometraggi come Titanic, E.T. e Biancaneve e i sette nani.

## Controversie

### Processi per oscenità
In varie zone degli Stati Uniti, il film venne sottoposto a un processo giuridico per stabilire cosa fosse da considerarsi osceno; i pareri furono ampiamente discordanti e in molte città il film venne vietato. In seguito alla decisione di un giudice di New York che nel 1972 reputò non osceno il film, gli oppositori decisero di formare una associazione al fine di far invalidare la sentenza.
Nel 1976 ci furono una serie di casi federali a Memphis, in Tennessee, dove oltre 60 tra individui e società, incluso l'attore Harry Reems, vennero incriminati per cospirazione nella diffusione e distribuzione di materiale osceno. Si trattò del primo caso in cui un attore veniva perseguito dal governo federale per oscenità. Reems diventò un caso celebre e ricevette supporto e sostegno da parte di molti altri attori di Hollywood.
In Gran Bretagna il film fu totalmente vietato, e non fu possibile vederlo fino a dieci anni dopo la sua uscita. La versione integrale in DVD vietata ai minori di 18 anni venne messa in commercio nel 2000.

### Contestazioni da parte di Linda Lovelace
Nella sua terza e quarta biografia Linda Lovelace affermò di essere stata letteralmente costretta a praticare gli atti sessuali mostrati nel film contro la sua volontà dall'allora marito Chuck Traynor, che ricevette un compenso di 1250 dollari per le prestazioni sessuali della moglie. Inoltre dichiarò anche di essere stata ipnotizzata da Traynor, e da lui completamente sottomessa psicologicamente nonché minacciata costantemente da una pistola puntatale addosso se non avesse obbedito agli ordini. Nel 1986, la Lovelace testimoniò davanti all'Attorney General's Commission on Pornography, commissione governativa anti-pornografia istituita dal presidente Ronald Reagan, raccontando che "virtualmente ogni volta che qualcuno vedeva il film, era come se assistesse a uno stupro".
Successivamente durante una intervista al Toronto Sun del 20 marzo 1981 dichiarò: «È un crimine che quel film sia ancora proiettato; ho avuto una pistola puntata alla testa per tutto il tempo delle riprese». Mentre tutte le altre persone presenti sul set all'epoca smentiscono questo particolare della pistola, Damiano confermò in varie interviste che Traynor era estremamente possessivo e violento nei confronti della Lovelace e in alcune occasioni la picchiò sul set. Nel documentario Inside Gola profonda si afferma che i lividi delle percosse di Traynor sarebbero visibili sul corpo della Lovelace durante il film.

## Sequel
Il film Gola profonda ebbe numerosi sequel.
- Gola profonda (Deep Throat Part II) (1974)
- Deep Throat II (1987)
- Deep Throat III (Deep Throat III) (1989)
- Deep Throat 4 (1990)
- Deep Throat 5 (1991)
- Deep Throat 6 (1992)

Inoltre è stato girato un documentario, Inside Gola profonda, che tratta della realizzazione del film.